# بربارة فيريس
بربارة فيريس (بالإنجليزية: Barbara Ferris) هي عارضة وممثلة بريطانية، ولدت في 27 يوليو 1939 في المملكة المتحدة.

## وصلات خارجية
- باربرا فيريس على موقع IMDb (الإنجليزية)
- باربرا فيريس على موقع قاعدة بيانات برودواي على الإنترنت (الإنجليزية)
- باربرا فيريس على موقع قاعدة بيانات الفيلم (الإنجليزية)